# Upside Down (canción de Diana Ross)
«Upside Down» (en español: «Al revés») es una canción disco escrita y producida por Nile Rodgers y Bernard Edwards, miembros del grupo Chic, y grabada por la cantante estadounidense Diana Ross. La canción fue publicada como sencillo por la compañía discográfica Motown en 1980, como tema principal de su décimo álbum de estudio, Diana. Alcanzó el número uno en la lista Billboard Hot 100 el 6 de septiembre de 1980. También fue número uno en las listas de Hot Dance Club Songs y Hot R&B/Hip-Hop Songs. El sencillo fue publicado cuatro semanas después del lanzamiento del álbum. Mantuvo el puesto número uno durante cuatro semanas.
«Upside Down» también fue un gran éxito internacional encabezando las listas de sencillos en Suecia, Italia, Noruega y Suiza, mientras que en Canadá logró el puesto número cinco. También subió al puesto número dos en la lista UK Singles Chart, marcando el máximo rendimiento de Diana Ross como solista desde «I'm Still Waiting» en 1971. Fue premiada con un disco de plata por la Industria Fonográfica Británica por sus ventas de más de 250 000 copias.
«Upside Down» aparece en el número 77 en la lista de Billboard "Las mejores canciones de todos los tiempos".

## Historia
La canción fue escrita por Bernard Edwards y Nile Rodgers (de la banda Chic).
En una entrevista en 2011, Nile Rodgers dijo: "Diana Ross fue la primera gran estrella con la que trabajamos y la tomamos muy en serio". Rodgers y Edwards la entrevistaron durante varios días: "Esta fue la primera vez en su vida que alguien se preocupó por quién era ella, lo que ella era; todo el mundo la había tratado previamente de la manera en que tratamos a Sister Sledge — la recibían y le decían 'canta esto'. Nosotros tuvimos un enfoque más personal".

## Video musical
El video musical para «Upside Down» consiste en escenas filmadas a lo largo de los años en otras producciones de Diana Ross, junto con algunas fotografías.

## Posicionamiento en listas
| Lista (1980)                                     | Máxima posición |
| ------------------------------------------------ | --------------- |
| Australia (Kent Music Report)                    | 1               |
| Austria (Ö3 Austria Top 40)                      | 2               |
| Bélgica (Flandes) (Ultratop 50)                  | 3               |
| Canadá (RPM Top Singles)                         | 5               |
| Dinamarca (Tracklisten)                          | 1               |
| Europa (Eurochart Hot 100)                       | 1               |
| Finlandia (Suomen virallinen lista)              | 3               |
| Francia (IFOP)                                   | 2               |
| Irlanda (IRMA)                                   | 3               |
| Italia (Germano Ruscitto)                        | 1               |
| ! Italia (Musica e dischi)                       | 1               |
| Países Bajos (Dutch Top 40)                      | 2               |
| Países Bajos (Mega Single Top 100)               | 3               |
| Nueva Zelanda (Recorded Music NZ)                | 1               |
| Noruega (VG-lista)                               | 1               |
| Sudáfrica (Springbok Radio)                      | 1               |
| España (AFYVE)                                   | 15              |
| Suecia (Sverigetopplistan)                       | 1               |
| Suiza (Schweizer Hitparade)                      | 1               |
| Reino Unido (UK Singles Chart)                   | 2               |
| Estados Unidos (Billboard Hot 100)               | 1               |
| Estados Unidos (Adult Contemporary)              | 18              |
| Estados Unidos (Hot Dance Club Songs)            | 1               |
| Estados Unidos (Hot R&B/Hip-Hop Songs)           | 1               |
| Estados Unidos (Cash Box Top 100)                | 1               |
| Estados Unidos (Record World Singles)            | 1               |
| Alemania Occidental (Offizielle Deutsche Charts) | 3               |
| Lista (1994)                                     | Máxima posición |
| Reino Unido (UK Club Chart Music Week)           | 55              |

## Versiones, samples y usos
- La canción fue versionada y sampleada por Sal-n-Pepa, Kid Rock, Missy Elliott, Alcázar, Puff Daddy, Collette y MC Lyte, quien tuvo un éxito con el sample de  «Upside Down» en su remix »Cold Rock a Party» de 1996.[33] La versión de Salt-n-Pepa fue presentada en el álbum de la banda sonora de Space Jam.
- La canción fue más tarde versionada por Destiny's Child durante un espectáculo de tributo a Diana Ross en el especial Divas de VH1. Esta versión aparece en su álbum Single Remix Tracks.
- En 1994 la canción fue utilizada en el video Mickey's Fun Songs: Let's Go to the Circus, de la colección Disney Sing-Along Songs con letra y arreglos diferentes.
- En 1997 Diana Ross interpretó la canción en vivo con la banda británica Jamiroquai en la ceremonia de los Premios Brit.
- En 2001 el grupo contemporáneo de jazz fusión Pieces of a Dream ofreció su versión en su álbum Acquainted With the Night.[34]
- En 2004 Alcázar sampleó «Upside Down» en su canción «This Is the World We Live In».
- En 2013 la canción fue utilizada en un comercial de Mercedes-Benz con gallinas moviéndose mientras sus cabezas permanecen quietas como un ejemplo del "magic body control" de la marca.[35] También fue utilizado por Jaguar Cars en una parodia del comercial de Mercedes-Benz.[36]